# Cornelia Teubner
Cornelia Teubner (geboren am 15. April 1971) ist eine ehemalige deutsche Behindertensportlerin.

## Sportliche Laufbahn
Cornelia Teubner war als Leichtathletin auf kurze Laufstrecken spezialisiert. Als Mitglied der deutschen Behinderten-Leichtathletiknationalmannschaft nahm sie an zwei Paralympischen Spielen teil. Bei den Paralympischen Spielen 1992 in Barcelona gewann sie im 100-Meter-Lauf in der Leistungsgruppe C 5-6 eine Silbermedaille. Bei den Weltmeisterschaften der Behinderten 1994 in Berlin wurde sie Weltmeisterin in der gleichen Disziplin. Den dritten Platz belegte sie bei den Paralympics 1996 in Atlanta.
Für den Medaillengewinn 1992 wurde sie mit dem Silbernen Lorbeerblatt ausgezeichnet.